# Brackwasser-Schlammschnecken
Die Brackwasser-Schlammschnecken (Potamididae) sind eine Familie mariner Schnecken, die 29 rezente Arten in sechs Gattungen sowie zahlreiche fossile Taxa umfasst.
Schnecken dieser Familie gehören neben verschiedenen Arten aus anderen Familien, wie etwa den Batillariidae, Neritidae, Littorinidae, Ellobiidae und Amphibolidae zu den typischen Vertretern der in Mangrovenwäldern beheimateten Schnecken.

## Taxonomie und Systematik
Aktuell werden die Potamididae basierend auf einer umfassenden systematischen Revision unter Verwendung molekularer und morphologischer Merkmale umgrenzt und nicht weiter in Unterfamilien gegliedert.
In der traditionellen Systematik wurden jedoch insbesondere fossile Taxa aus der Familie Batillariidae ebenfalls den Potamididae zugeordnet.

## Ökologie und Verbreitung
Die meisten Arten sind eng mit Mangroven assoziiert. Die Potamididae sind in warm-gemäßigten und tropischen Küstengebieten des Mittelmeers, des Pazifiks und des Atlantiks weit verbreitet und in geeigneten Habitaten für gewöhnlich in hohen Populationsdichten anzutreffen. Sie bewohnen den Gezeitenbereich und leben vorwiegend auf schlammigen oder sandigen Substraten. Einige Arten klettern zudem auch auf Mangrovenbäume.

## Fossiler Befund
Die Evolution der Potamididae ist eng mit der Evolution der Mangrove verbunden. Erste Fossilien, die den Potamididae sicher zugeordnet werden können, sind die Gehäuse von Potamides aus dem Paläozän Europas. Von hier aus hat sich die Gruppe wahrscheinlich zusammen mit dem Vordringen von Mangroven entlang der Küsten der Tethys verbreitet.
Die modernen Mitglieder der Familie, wie Terebralia, Cerithideopsis, erschienen im Mittleren Eozän zusammen mit den ersten Mangroven.
Es wird angenommen, dass die Potamididae anschließend im Mittelmeerraum nach der Schlieẞung der Tethys ausstarben. Im Pliozän bis Pleistozän wurde das Mittelmeer aus dem Indo-Westpazifik erneut von Vorfahren der heutige dort vorkommenden Art Cerithideopsilla conica besiedelt. Diese Besiedlung wurde durch das Vorhandensein einer planktotrophen Veligerlarve in dieser Gruppe ermöglicht.

## Gattungen

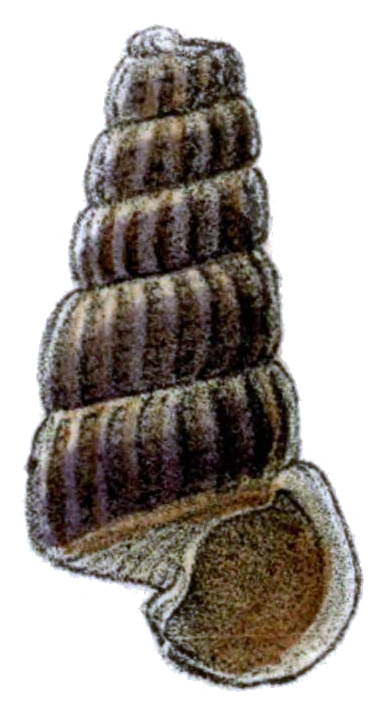
Gehäuse von Cerithidea decollata

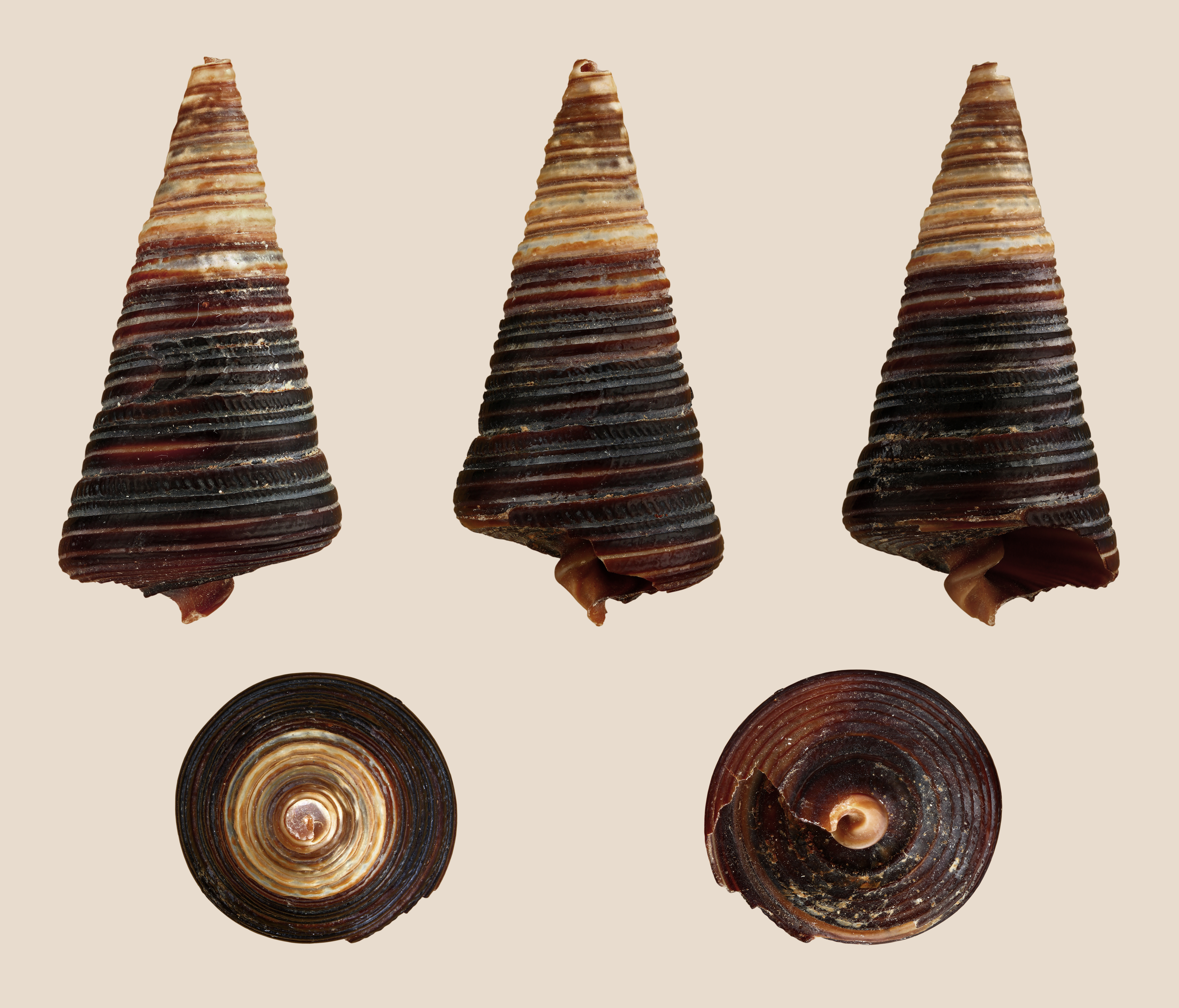
Gehäuse von Telescopium telescopium

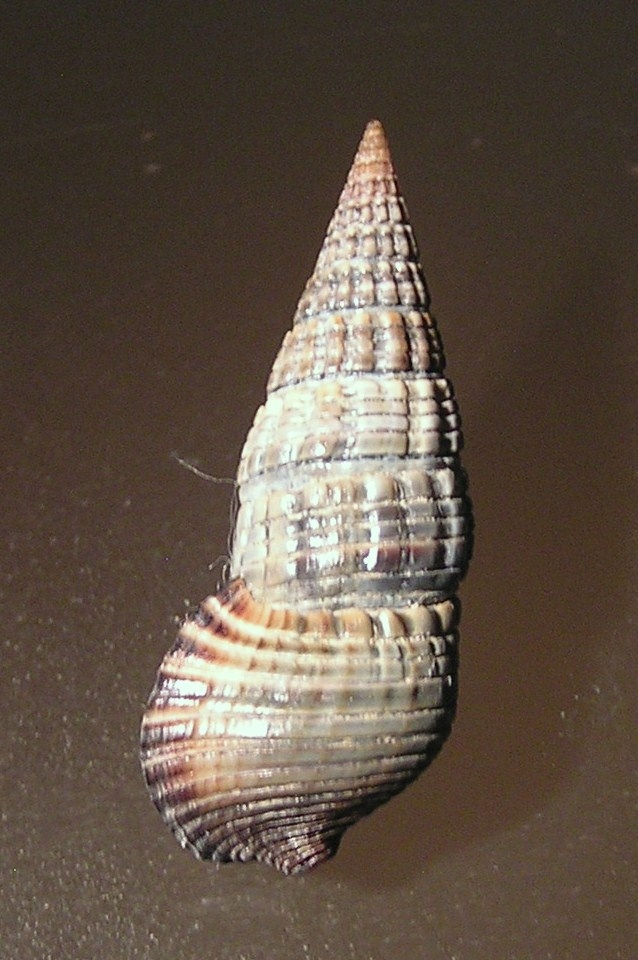
Gehäuse von Terebralia semistriata

Sechs rezente und eine Reihe fossiler Gattungen werden derzeit als gültig angesehen:
Rezente Gattungen:
- Cerithidea Swainson, 1840
- Cerithideopsis Thiele, 1929
- Pirenella Gray, 1847 (Syn.: Cerithideopsilla Thiele, 1929)[3]
- Telescopium Montfort, 1810
- Terebralia  Swainson, 1840
- Tympanotonos Schumacher, 1817

Fossile Gattungen:
- † Bittiscala Finlay & Marwick, 1937
- † Canaliscala Cossmann, 1888
- † Exechestoma Cossmann, 1899
- † Gantechinobathra Kowalke, 2001
- † Harrisianella Olson, 1929
- † Potamides Brongniart, 1810 (Typusgattung der Familie)
- † Vicarya Vicarya d'Archiac & Haimes, 1854
- † Vicaryella Yabe & Hatai, 1938

Bemerkung: Die Zuordnung fossiler Gruppen innerhalb der Cerithioidea ist problematisch, da sie ausschließlich auf (meist unvollständig erhaltenen) Schalen beruht. Einige Gruppen, die früher den Potamididae zugeordnet wurden, werden neuerdings den Batillariidae zugeschrieben.